# Stephen Flowers
Stephen Edred Flowers (Bonham, 1953) è un docente universitario statunitense, nonché prolifico autore negli ambiti dell'esoterismo e dell'etenismo germanico.
Altresì conosciuto con lo pseudonimo di Edred Thorsson, in seno all'etenismo germanico Flowers è il fondatore della corrente esoterica nota come "odianesimo" (oppure "runologia/runosofia esoterica") incorporata dalla "Gilda delle Rune" (Rune-Gild), nonché il fondatore di un inquadramento gotico dell'etenismo, la "Chiesa Gotica di Dio" (Gothic Church of God).

## Educazione
Flowers si laureò in filologia germanica e celtica con il professore Edgar Polomé alla University of Texas at Austin e lavorò con lui dal 1973 fino al 1984. Nel 1981-1982 studiò la storia dell'occultismo alla Università Georg-August di Gottinga in Germania. Ricevette la laurea in lingue germaniche e medievali nel 1984 con una tesi intitolata Rune e Magia: Formulari Magici Elementari nella Tradizione degli Antichi. Dal 1984 al 1989 fu docente del Dipartimento di inglese e di lingue germaniche alla University of Texas e di filologia all'Austin Community College.

## Storia
Flowers ha dato un notevole contributo alla formazione dell'etenismo germanico nel Nord America, oltre ad essere stato attivo in alcune organizzazioni occulte della Via della mano sinistra.
Flowers si affiliò alla Chiesa di Satana nel 1972 anche se dichiarò di ricevere solamente la loro newsletter, The Cloven Hoof. Nel novembre 1983 fondò un piccolo gruppo "sotterraneo" all'etenismo chiamato The Order of the Shining Trapezohedron (O.S.T.) che venne sciolto dopo soli tre mesi di operato. L'esperienza nell'O.S.T. venne seguita dall'affiliazione al Tempio di Set, nel quale raggiunse il grado di Ipsissimus VI°. Nel Tempio di Set fu Grande Maestro dell'Ordine del Trapezoide dal gennaio del 1987 fino al giugno del 1996.
Flowers fu uno dei primi membri dell'Asatru Folk Assembly (originariamente chiamata Asatru Free Assembly). Nel 1979 fondò la "Gilda delle Rune" (Rune-Gild), un ordine iniziatico incentrato sulla "rinascita delle antiche rune". Flowers è attualmente il direttore esecutivo, o Yrmin Drighten, della Rune-Gild. Come progetto per la Rune-Gild, Flowers fondò, insieme a James Chisholm, l'organizzazione etena "Cerchio della Fede" (Ring of Troth) nel 1987 (poi rinominata semplicemente The Troth), che successivamente lasciò. Flowers fu anche coinvolto nell'Order of the Triskelion e in altri ordini occulti.
Ora Flowers è il direttore del Woodharrow Institute (istituto di studi di germanistica e indoeuropeistica) ed è stato il proprietario della casa editrice Rûna-Raven Press, fondata nel 1993 e sciolta nel 2012. Nel 2007 ha fondato un'organizzazione per l'etenismo gotico, la "Chiesa Gotica di Dio" (Gothic Church of God).
Oltre a essere uno scrittore davvero prolifico, Flowers è conosciuto per aver tradotto manoscritti dall'islandese, dal norreno e dal tedesco rendendoli disponibili per la prima volta in lingua inglese.

## Critiche
Nel 1989, Flowers fu espulso dall'Odinic Rite per la sua Lettera aperta ai vertici del movimento Ásatrú/Odinista/The Troth nella quale dichiarò la sua partecipazione al Tempio di Set.
Sweyn Plowright, un membro della Rune-Gild che lasciò l'organizzazione nel 2000, definisce la filosofia di Flowers come neo-satanica e antinomica.

## Opere (parziale)

### Stephen Flowers
- Runes and Magic: Magical Formulaic Elements in the Elder Runic Tradition, 1987 ISBN 0-8204-0333-4
- The Galdrabók: an Icelandic Grimoire, 1989 ISBN 0-87728-685-X
- Fire & Ice: Magical Teachings of Germany's Greatest Secret Occult Order, 1990 ISBN 0-87542-776-6
- Black Rûna, 1995
- Hermetic Magic: The Postmodern Magical Papyrus of Abaris, 1995 ISBN 0-87728-828-3
- Green Rûna: The Runemaster's Notebook, 1996 ISBN 1-885972-03-2
- Lords of the Left-Hand Path: A History of Spiritual Dissent , 1997 ISBN 1-885972-08-3
- Red Rûna, 2002
- Carnal Alchemy: A Sado-Magical Exploration of Pleasure, Pain and Self-Transformation, 2002
- A Concise Edition of Old English Runic Inscriptions
- Travel-Report As it Concerns the Scandinavian Rûs - Ibn Fadlan - Introduction and Commentary by Stephen Flowers
- Johannes Bureus and the Adalruna
- Rúnarmál I
- A Source-Book of Seid (with James Chisholm), 2002
- Studia Germanica Volume I
- Wendish Mythology: Divinities and Religious Practices of the Western Slavs
- The Magian Tarok: The Key Linking the Mithraic, Greek, Roman Hebrew and Runic Traditions with that of the Tarot

### Con il nome di Edred Thorsson
- Futhark: A Handbook of Rune Magic, 1984 ISBN 0-87728-548-9
  - Handbuch der Runen-Magie, 2003 ISBN 3-908644-63-1
- Runelore: A Handbook of Esoteric Runology, 1987 ISBN 0-87728-667-1
  - Runelore : Manuel de runologie ésotérique, 1999 ISBN 2-86714-123-0
  - Runenkunde: Ein Handbuch der esoterischen Runenlehre, 2002 ISBN 3-908644-64-X
- At The Well of Wyrd 1988 reprinted & retitled Runecaster's Handbook: The Well of Wyrd, 1999 ISBN 1-57863-136-X
- Rune Might: Secret Practices of the German Rune Magicians, 1989, 1990 ISBN 0-87542-778-2
- A Book of Troth, 1989, 1992 ISBN 0-87542-777-4
- The Nine Doors of Midgard, 1991 ISBN 0-87542-781-2 reprinted & retitled The Nine Doors of Midgard: A Curriculum of Rune-Work, 2003 ISBN 1-885972-23-7
  - Die Neun Tore von Midgard Ein magischer Lehrplan der Runen-Gilde, 2004 ISBN 3-935581-59-9
- The Truth about Teutonic Magic, 1991 ISBN 0-87542-779-0
- Northern Magic: Mysteries of the Norse, Germans & English,1992 reprinted & retitled Northern Magic: Rune Mysteries and Shamanism, 1998 ISBN 1-56718-709-9
- Book of Ogham: The Celtic Tree Oracle, 1994 ISBN 0-9754278-4-9
- Green Rûna - Shorter Works of Edred Thorsson Vol. I (1978-1985),1996 ISBN 1-885972-03-2
- Blue Rûna: Edred's Shorter Works vol. III
- Rune-Song Book & CD
- An Introduction to the Germanic Tradition
- Witchdom of the True: A Study of the Vana-Troth and the Practice of Seidr

### Traduzioni
- The Secret of the Runes by Guido von List, 1990 (trans.) ISBN 0-89281-207-9
- Rune-Magic by Siegfried Adolf Kummer, 1993 (trans.) ISBN 1-885972-00-8
- The Secret King: Karl Maria Wiligut -- Himmler's Lord of the Runes, 2001 (trans. and introduced) ISBN 1-885972-21-0
- The Rune-Poems Vol I, 2002 ISBN 1-885972-19-9
- The Practice of the Ancient Turkish Freemasons by Rudolf von Sebottendorf (trans.)
- Strange Tales by Hanns Heinz Ewers (trans.)
- The Religion of the Aryo-Germanic Folk: Esoteric and Exoteric (trans.)
- The Invincible by Guido von List (trans.)
- The EDDA as Key to the Coming Age (trans.)